# Capitão Poço
Capitão Poço este un oraș în Pará (PA), Brazilia.